# Torneo Centroamericano 1964
El Torneo Centroamericano 1964 fue la primera edición del Torneo Centroamericano de la Concacaf, torneo de fútbol a nivel de clubes de Centroamérica y que contó con la participación de 4 equipos de la región. El ganador estaría en la final de la Copa de Campeones de la Concacaf 1964.
El CS Uruguay de Coronado de Costa Rica fue el campeón tras vencer a CSD Municipal de Guatemala con una victoria de 3-1 en la ida y un 2-1 en la vuelta.

## Equipos participantes
Todos los equipos participantes clasificaron por ser los campeones de sus respectivos torneos locales.
| País               | Equipo              | Vía de clasificación                                  |
| ------------------ | ------------------- | ----------------------------------------------------- |
| Costa Rica 1 cupo  | Uruguay de Coronado | Campeón del Campeonato de Fútbol de Costa Rica 1963   |
| Guatemala 1 cupo   | Municipal           | Campeón de la Liga Nacional de Guatemala 1963-64      |
| El Salvador 1 cupo | Águila              | Campeón de la Primera División de El Salvador 1963-64 |
| Honduras 1 cupo    | Olimpia             | Campeón de la Liga Amateur de Honduras 1963           |

## Cuadro de desarrollo
|  | Semifinales         | Semifinales         | Semifinales         | Semifinales | Semifinales |   |           | Final     | Final | Final | Final | Final |
|  |                     |                     |                     |             |             |   |           |           |       |       |       |       |
|  | Águila              | Águila              | 1                   | 2           | 1           |   |           |           |       |       |       |       |
|  | Municipal           | Municipal           | 2                   | 1           | 2           |   |           |           |       |       |       |       |
|  |                     |                     |                     |             |             |   | Municipal | Municipal | 1     | 1     | -     |       |
|  |                     | Uruguay de Coronado | Uruguay de Coronado | 3           | 2           | - |           |           |       |       |       |       |
|  | Uruguay de Coronado | Uruguay de Coronado | 2                   | 2           | -           |   |           |           |       |       |       |       |
|  | Olimpia             | Olimpia             | 0                   | 1           | -           |   |           |           |       |       |       |       |

## Semifinales

### Municipal - Águila
| 20 de septiembre de 1964 | Águila | 1:2 | Municipal | Estadio Migueleño, San Miguel |  |

| 27 de septiembre de 1964                                  | Municipal | 1:2 | Águila | Estadio Mateo Flores, Ciudad de Guatemala |  |
| Debido al empate global, se hizo un partido de desempate. |           |     |        |                                           |  |

| 11 de octubre de 1964 | Municipal | 2:1 (Global 5:4) | Águila | Estadio Mateo Flores, Ciudad de Guatemala |  |
|                       | Clark     |                  | Mena   |                                           |  |

### Uruguay de Coronado - Olimpia
| 26 de septiembre de 1964 | Olimpia | 0:2 (0:1) | Uruguay                       | Estadio Francisco Morazán, San Pedro Sula                 |                                                           |
|                          |         |           | Rodríguez 26' · Chavarría 62' | Asistencia: 20 000 espectadores Árbitro(s): Rito Martínez | Asistencia: 20 000 espectadores Árbitro(s): Rito Martínez |

| 27 de septiembre de 1964 | Uruguay                       | 2:1 (1:0) (Global 4:1) | Olimpia    | Estadio Nacional, Tegucigalpa   |                                 |
|                          | Chavarría 22' · Rodríguez 72' |                        | Taylor 69' | Árbitro(s): Marco Tulio Cárcamo | Árbitro(s): Marco Tulio Cárcamo |

## Final

### Ida
| 1 de noviembre de 1964 | Municipal | 1:3 (0:2) | Uruguay                       | Estadio Municipal, Mazatenango                          |                                                         |
|                        | Clark 73' |           | López 15' 70' · Rodríguez 35' | Asistencia: 5 000 espectadores Árbitro(s): Diego Di Leo | Asistencia: 5 000 espectadores Árbitro(s): Diego Di Leo |

|            | POR        | Héctor Bolaños        |  |
|            | DEF        | Alberto López Oliva   |  |
|            | DEF        | Tony Ewing            |  |
|            | DEF        | Armando Melgar        |  |
|            | MED        | Leonel Velásquez      |  |
|            | MED        | Alberto López Sánchez |  |
|            | DEL        | Rolando Valdez        |  |
|            | DEL        | Marvin Rodríguez      |  |
|            | DEL        | Omar Muraco           |  |
|            | DEL        | Ricardo Clark         |  |
|            | DEL        | Daniel Salamanca      |  |
| Entrenador | Entrenador | Luis Grill Prieto     |  |

|            | POR        | Zúñiga             |  |
|            | DEF        | Germán Sánchez     |  |
|            | DEF        | Riguín Sandoval    |  |
|            | DEF        | Jiménez            |  |
|            | MED        | Luis Chacón        |  |
|            | MED        | Guillermo Otárola  |  |
|            | DEL        | Pecas López        |  |
|            | DEL        | Eduardo Chavarría  |  |
|            | DEL        | Tarcisio Rodríguez |  |
|            | DEL        | Ananías Ruiz       |  |
|            | DEL        | Rudy Sobalbarro    |  |
| Entrenador | Entrenador | Santiago Bonilla   |  |

| Anotado | 73' | Ricardo Clark | 1:3 |

| Anotado | 15' | Pecas López        | 1:0 |
| Anotado | 35' | Tarcisio Rodríguez | 2:0 |
| Anotado | 70' | Pecas López        | 3:0 |

| Árbitro | Diego Di Leo |

|            | POR        | Héctor Bolaños        |  |
|            | DEF        | Alberto López Oliva   |  |
|            | DEF        | Tony Ewing            |  |
|            | DEF        | Armando Melgar        |  |
|            | MED        | Leonel Velásquez      |  |
|            | MED        | Alberto López Sánchez |  |
|            | DEL        | Rolando Valdez        |  |
|            | DEL        | Marvin Rodríguez      |  |
|            | DEL        | Omar Muraco           |  |
|            | DEL        | Ricardo Clark         |  |
|            | DEL        | Daniel Salamanca      |  |
| Entrenador | Entrenador | Luis Grill Prieto     |  |

|            | POR        | Zúñiga             |  |
|            | DEF        | Germán Sánchez     |  |
|            | DEF        | Riguín Sandoval    |  |
|            | DEF        | Jiménez            |  |
|            | MED        | Luis Chacón        |  |
|            | MED        | Guillermo Otárola  |  |
|            | DEL        | Pecas López        |  |
|            | DEL        | Eduardo Chavarría  |  |
|            | DEL        | Tarcisio Rodríguez |  |
|            | DEL        | Ananías Ruiz       |  |
|            | DEL        | Rudy Sobalbarro    |  |
| Entrenador | Entrenador | Santiago Bonilla   |  |

| Anotado | 73' | Ricardo Clark | 1:3 |

| Anotado | 15' | Pecas López        | 1:0 |
| Anotado | 35' | Tarcisio Rodríguez | 2:0 |
| Anotado | 70' | Pecas López        | 3:0 |

| Árbitro | Diego Di Leo |

### Vuelta
| 4 de noviembre de 1964 | Uruguay          | 2:1 (1:0) (Global 5:2) | Municipal  | Estadio Nacional, San José                              |                                                         |
|                        | Chavarría 5' 55' |                        | Valdez 71' | Asistencia: 5 805 espectadores Árbitro(s): Ramón Mármol | Asistencia: 5 805 espectadores Árbitro(s): Ramón Mármol |

|            | POR        | Roberto Montero    |  |
|            | DEF        | Jiménez            |  |
|            | DEF        | Riguín Sandoval    |  |
|            | DEF        | Enrique Briceño    |  |
|            | MED        | Luis Chacón        |  |
|            | MED        | Guillermo Otárola  |  |
|            | DEL        | Pecas López        |  |
|            | DEL        | Eduardo Chavarría  |  |
|            | DEL        | Tarcisio Rodríguez |  |
|            | DEL        | Ananías Ruiz       |  |
|            | DEL        | Rudy Sobalbarro    |  |
| Entrenador | Entrenador | Santiago Bonilla   |  |

|            | POR        | Héctor Bolaños        |  |
|            | DEF        | Alberto López Oliva   |  |
|            | DEF        | Hugo Montoya          |  |
|            | DEF        | Armando Melgar        |  |
|            | MED        | Leonel Velásquez      |  |
|            | MED        | Alberto López Sánchez |  |
|            | DEL        | Rolando Valdez        |  |
|            | DEL        | José Rafael Godoy     |  |
|            | DEL        | Omar Muraco           |  |
|            | DEL        | Ricardo Clark         |  |
|            | DEL        | López Peña            |  |
| Entrenador | Entrenador | Luis Grill Prieto     |  |

| Anotado | 5'  | Eduardo Chavarría | 1:0 |
| Anotado | 55' | Eduardo Chavarría | 2:0 |

| Anotado | 71' | Rolando Valdez | 2:1 |

| Árbitro             | Ramón Mármol      |
| Árbitros asistentes | Carlos Luis Monge |
|                     | Eladio Sibaja     |

|            | POR        | Roberto Montero    |  |
|            | DEF        | Jiménez            |  |
|            | DEF        | Riguín Sandoval    |  |
|            | DEF        | Enrique Briceño    |  |
|            | MED        | Luis Chacón        |  |
|            | MED        | Guillermo Otárola  |  |
|            | DEL        | Pecas López        |  |
|            | DEL        | Eduardo Chavarría  |  |
|            | DEL        | Tarcisio Rodríguez |  |
|            | DEL        | Ananías Ruiz       |  |
|            | DEL        | Rudy Sobalbarro    |  |
| Entrenador | Entrenador | Santiago Bonilla   |  |

|            | POR        | Héctor Bolaños        |  |
|            | DEF        | Alberto López Oliva   |  |
|            | DEF        | Hugo Montoya          |  |
|            | DEF        | Armando Melgar        |  |
|            | MED        | Leonel Velásquez      |  |
|            | MED        | Alberto López Sánchez |  |
|            | DEL        | Rolando Valdez        |  |
|            | DEL        | José Rafael Godoy     |  |
|            | DEL        | Omar Muraco           |  |
|            | DEL        | Ricardo Clark         |  |
|            | DEL        | López Peña            |  |
| Entrenador | Entrenador | Luis Grill Prieto     |  |

| Anotado | 5'  | Eduardo Chavarría | 1:0 |
| Anotado | 55' | Eduardo Chavarría | 2:0 |

| Anotado | 71' | Rolando Valdez | 2:1 |

| Árbitro             | Ramón Mármol      |
| Árbitros asistentes | Carlos Luis Monge |
|                     | Eladio Sibaja     |

## Campeón
Uruguay de Coronado
Campeón
1° título